# 犬マユゲでいこう
『犬マユゲでいこう』（いぬマユゲでいこう）は、石塚2祐子による日本の漫画作品。『月刊Vジャンプ』（集英社）において1994年8月号から連載されている。

## 概要
作者自身の日常や、プレイしたテレビゲームを題材としたエッセイ漫画。また、『Vジャンプ』の編集者など、実在の人物がしばしば登場する。開始から2000年3月号までは毎月4ページ連載。2000年4月号から現在は毎月6ページ連載。初期は犬の写真を読者から募集し、眉毛を付け足した写真を掲載するコーナーやその回で取り上げた題材の情報コーナーがあった。3冊目&4冊目に当たるア・ティエンポ&ウルヘンテ発売時には既に1巻と2巻が絶版となっており、「何となく」「3,4巻という名称で続巻するといろいろモンダイが起きてしまう」という理由で、3,4冊目からは巻数ではなくサブタイトルが付けられるようになった。

## 登場人物

### 作者・担当
石塚祐子（作者）
作者。様々なゲームを自由気ままにプレイしている。そのプレイの仕方や紙面で取り上げるゲームには脈絡が無く、古いハードのゲームも取り上げる。機械音痴で嫌煙家。
複雑な操作や反射神経を要求されるゲームプレイがとにかく不得手であり、作中では「ドヘタ」「ヘタレ」などと言われる。一方で気に入ったゲームソフトは1か月以上の時間をかけてじっくりとプレイするため、愛着を持っているソフトの知識は非常に豊富。そういったソフトは二周目以降に変わった楽しみ方をすることをたびたび作中でネタにしている（『ドラクエV』において仲間モンスターに自分の名前をつける「世界の危機他人事プレイ」、『かまいたちの夜』で主人公とヒロインの名前を多人数にするなど）。
高橋ナマサ（高橋雅奈）（初代担当、『週刊少年ジャンプ』編集に異動→『小説すばる』編集に異動。ライツ事業部部次長→デジタル事業部部長代理　兼　同部新規事業開発室室長→集英社ゲームズ取締役）
主に1巻で担当を務め上げた。話がくどく、すぐにうんちくを示そうとする。おだてられると弱く、そこにつけ込んだ石塚の罠にはめられることも多い。ミーハーで新しいもの好き、かつ知ったかぶりが激しい。恐妻家。食べ物の事に関しては石塚と気が合い、打ち合わせや取材と称して一緒に食事に出かけることが多い。作中では「ナマさん」という愛称で呼ばれる。
イヨク青木（伊能昭夫）（2代目、4代目担当→『Vジャンプ』副編集長→『Vジャンプ』編集長→『Vジャンプ』『最強ジャンプ』編集長→第三編集部副部長→集英社退社、カプセルコーポレーション・トーキョー代表取締役）
担当着任前は編集部でいちばんマトモ（石塚談）と思われていたが、実は『Vジャンプ』編集長の座を狙い本誌乗っ取りを計画していた野心溢れる男。石塚同様に嫌煙家。ファンレターを石塚に届けるのが非常に遅い。学生時代はボクシングをやっていた。菊池先生とアメコミトークで盛り上がることがある。旧単行本1、2巻ではカバー下に本作に関するアンケートが隠されていたが、2巻のものは「イヨク」のアンケートであった。2007年1月号では眼鏡をかけていた。
「出世を目指す野心家」というキャラ付けでネタにされていたものの、2007年10月号から『Vジャンプ』副編集長に就任し担当から降板、2010年9月号から編集長に就任し、『最強ジャンプ』月刊化に伴いW編集長の座につくなど実際に大出世した（2019年2月現在、第三編集部副部長）。しかし、相変わらず酷い扱いを受けている。2023年8月末で集英社を退社し、会社を設立した。
ケンG岡本（岡本堅史）（3代目担当、『Vジャンプ』編集部主任→ライツ事業部に異動）
日本キャスティング協会理事を兼ねる。超放任主義（石塚談）であり出番が少なく、数回しか登場していない。ゲームにはあまり詳しくなく、そのうえ天然で、石塚がやっているゲームタイトルを当てるための連想ゲームを回答した際に「お前もしかしてダメダメなのか？」と熊田にダメ出しを食らったことがある。一度始めると止まらなくなるため、石塚に『真・三國無双』のプレイを禁じていた。
サイトー（斉藤征彦）(5代目、7代目担当)
髪が長く、モッサリしている。「プハ」が口癖。作中では石塚や熊田などに振り回される役目が多いが、対外には器用に立ち回っている。任天堂担当なので石塚が任天堂の商品（DSi・Wii等）に触れると過剰にバックアップしようとする。たまに石塚の助手として彼女の行動を手伝う（CC2社長へのドッキリ時など）。2018年9月号で『Vジャンプ』副編集長に就任し担当をスズキに譲る。
アサダ（6代目担当）
新進気鋭の若い担当。ほとんど出演しないまま交代した。色々あったらしく、単行本でも彼の出演した話はひとつのページに数ページ分の内容が押し込まれて判別が難しくなっている。
スズキ（8代目担当）
ベテラン編集者。非常に元気なおじさん。
アイカワ（9代目担当）
2021年10月号で就任した担当。石塚がスマホを持っていないのでツイッターのDMでアイカワと写真のやり取りをしようとしたところ、石塚のツイッターアカウントが凍結されやり取りができなくなったため、棒人間みたいなイラストで描かれている。

### その他実在の登場人物
マユナシ（鳥嶋和彦）
『Vジャンプ』初代編集長、『週刊少年ジャンプ』編集長、集英社専務取締役を経て、現白泉社代表取締役社長。恐い。名前の由来はマユゲが薄いことから。
イバちゃん（茨木政彦）
『週刊少年ジャンプ』、『ジャンプスクエア』元編集長、第3編集部部長を経て、集英社常務取締役。常に笑顔。
ヨッシー（吉倉英雄）
『Vジャンプ』2代目編集長、現在は集英社グループのホーム社代表取締役社長。温厚な性格で酒好き。『Vジャンプ』の編集長になる前は『月刊少年ジャンプ』副編集長と兼任して柴田亜美の担当をやっていたため、柴田の漫画『勇者への道』にも鳥の格好をして登場している。
コンドウ（近藤裕）
『Vジャンプ』元副編集長、3代目編集長。現ライツ事業部部長。イヨクの天敵。すごく恐い。彼の「ちょっとさあ」が編集部員のトラウマになっているらしい。自称「トランクスのモデル」だが、周囲の認識は「フリーザのモデル」で一致している。
菊池先生（菊池晃弘）
漫画家。WWE・アメコミオタクであり、初期はよく『X-メン』のコスプレで登場していた。また「赤白上げ」の達人で、大阪のとあるいかがわしい店で「ぷりんぷりん赤白上げ（紅白旗ではなく女性の乳房で行う赤白上げ）」をやったと『犬マユゲ』でネタにされた事がある。別名チャンピオン・アッキー。
シロシター（城下美穂）
漫画家。石塚の友人。静かで大人しいがわりと腹黒。たまに登場する。
かねこ先生（かねこ統）
漫画家。石塚の友人でシロシターとセットで登場することが多い。マイペースな性格で迷子になっても慌てない。
秋元先生（秋本治）
『こちら葛飾区亀有公園前派出所』の作者。石塚曰く目元が小泉純一郎似。
影山先生（影山なおゆき）
漫画家。『遊☆戯☆王GX』の作画担当。石塚の無理難題を断ることが出来ない。愛想がよく、語尾に「ウフフフ」がつく。
影山先生の奥さん
影山先生の奥さん。石塚のパソコンの見立てやネット環境の設定をしてあげた。
サトーくん（佐藤雅史）
漫画家。『遊☆戯☆王5D's』の作画担当。石塚の納得のいく似顔絵が完成しないため、代役のネズミのような生物で描かれている。仕事場が実家。

## 架空の登場キャラクター
（マユゲがある）犬
端役として登場。
うちうじん
端役として登場。
ロボ（生4号）
ナマサに作られた留守番ロボ（という設定）だったが、エミリオを購入したナマサによって捨てられ、石塚に拾われる。
石塚を「先輩」と呼び、語尾に「っス」をつける。良くも悪くもゲームやイベントなどに対して無知なキャラであり、そこを石塚が解説する話が多い。
その後、様々な姿へと変わる。当初は生4号のまま姿が変わっていったが、いつしか数字が増えていき、バージョンアップを繰り返している。なお当初と違って、頭に“生”は付かない。イヨクとは友情を育んだり、憎み合ったりしている複雑な仲。またエミリオには今でも頭が上がらない。
エミリオ
元々のモデルはナマサが購入した実在のロボット・DJエミリオ（セガヨネザワ製）。
4号にかわる留守番ロボとして導入されたものの、その正体は「音声を発するラジコン」でリモコンの認識範囲が非常に狭く、およそ役割に耐えうる性能はなかったためにナマサから石塚に譲られる。その後、『ドラゴンクエストIII』に登場する商人（男）をモチーフとした外見の自律型ロボットへと改造される。現在は石塚の仕事場を仕切る執事に昇格している。特技は鑑定と留守番。「ふむ」「～のようです」が口癖。とても真面目だが怒ると恐いが、おだてられると弱い。
イシヅカンダーV
石塚が作った防犯ロボット（という設定）。ナマサ相手には多大な効果を上げたが、イヨクが初登場した際、ボクシング経験者の彼に破壊される。その後、イシヅカンダーV2として復活し、イヨクを圧倒する。しかし、その後は長らくと登場していない。
赤い水性（コードネーム）
組織のエージェントで、元々はロボを虐待するイヨクを抹殺する為に送り込まれたが、いつの間にか石塚の仕事場の一員として定着する。現在は転職して、都内の派遣会社に再就職しているらしい。「～かもね」が口癖。
赤い水性の姉・妹・親戚たち
赤い水性の姉と妹は、厳密には従姉弟。2人共赤い水性（コードネーム）よりも立場は上らしい。また親戚も多数登場する。
メモリーカード軍団
意思のあるPSのメモリーカード。メモリーカードに改造されたロボと仲良くなる。メモリンや長老などの人物が居る。人間に意思がある事を悟られてはいけないらしい。ロボがタマネギになったことで彼が裏切ったと判断。引導を渡す。
熊田（くまだ）
いつの間にか石塚の仕事場の一員として定着したヌイグルミ。地元の駅ビルで買ったらしい。口は少々悪いが、石塚に突っ込んだり、質問したりという役割を持ち、出番は石塚やイヨクに次いで多い。
また長い間、名前が不明だったが、『巨人のドシン』の回の際に、「熊田」という名前が明かされた。
青き油性（コードネーム）
2巻で解説され、その後、登場した。赤い水性（コードネーム）とはライバルらしいが、互いに忘れている。語尾に「チョー」がつく非常にマイペースな存在。普段は布をかぶっているが暑いと普通に取る。最近、TSUTAYAの会員となったらしい。
シーマン
育成ゲーム・『シーマン』のキャラ。人面魚だが、足が生える。扱いが悪い。

## ロボのバリエーション
生3号
1995年当時、発売された直後のプレイステーションを薦めて買わせようとしたキャラだったが、3DOを石塚に薦めようとした菊池先生に破壊される。語尾に「～デスヨ」「～デスカ」とつけるなど口調や印象は違うが、「ア・ティエンポ」によると後の4号以降と同一機体らしい。
生4号
復活したロボ。ナマサに捨てられてからは、彼を恨んでいる。『サウンドノベルツクール』に手を出して回路がオーバーヒートして故障。
生5号
喋れるように改造されたエミリオ、と思われたが、実は着ぐるみを着たナマサだった。そうとは知らなかった菊池先生に叩きのめされる。後述のメモリーカードの5号とは別人。
4号のバリエーション
メカメロン
石塚の手によって応急処置で修理された姿。しかしナマサは去った後だった。イヨクに喰われる。
オナガ
電子回路を鳥（オナガ）に喰われてしまい、その体を乗っ取った姿。
コロちゃん
オナガからウ○コとして排出された姿。イヨクと友情を育む。
ヒマワリ
ウ○コの状態の時に含まれていた種が発芽したため、一話だけこの姿で登場。

ワールドカップのサポーター仕様（12号）
ワールドカップのサポーター仕様で改造される。だがワールドカップに連れてもらえなかったイヨクによって破壊され、彼にCPUを喰われる。
ニセイヨク
イヨクに喰われた後、イヨクが眠っている間に彼の体を奪う事に成功した12号。有能に仕事をこなす。だが、二日酔いのイヨクの嘔吐でCPUが排出される。

5号
PSのメモリーカード。他の意思あるメモリーカード軍団と心を通わせる。が、よく長老に鉄の釘で体を刺される。ナマサが着ぐるみを着ていた生5号とは別人。
6号
タマネギ。いつの間にか石塚に改造されていたが、裏切り者として他のメモリーカード軍団に始末されてしまう。
7号
ようやく機械の体に戻れたが、部品が少なすぎたせいか、かなり小さいミニロボとしての復活だった。イヨクに遊ばれた結果、石塚の掃除機に吸い込まれる。
8号
イカ飯。結構出番が多い。体を食べられた事も。
9号
紫ピクミン。『カエルの為に鐘は鳴る』の話で、カエルに食われる。
10号
カエルに食われ、その体を乗っ取ったロボ。知らない間にバージョンアップを繰り返した事を嫉妬したイヨクに破壊される。
14号
卵、踏まれて割れる。
15号
悪魔のツボ、踏まれて割れた14号をエミリオがとりあえずツボに入れた姿。
18号
ミカン。
19号
ナン。前巻から7年ぶりの新刊「ア・ティエンポ」の特別編で登場。石塚に体を半分食われ、彼女に「カッコイイロボのボデーを描いて欲しい」と頼む。
20号
巨大ロボの右足。石塚にカッコ良く描いてくれ、と頼んで実際に描いてもらった姿。本体は右足のつま先にある。
21号
大根、折られたり葉を千切られたりと散々な目に遭った後、猫に食われる。
22号
猫、この姿で初登場した時は「ニャー」などの台詞もあった。白黒。
23号
猫その2。茶トラ。犬マユの2010年（寅年）の年賀状で入れ替わる。
24号
ハクビシン。通りすがりの外来種。No.229より。
25号
黒ブチのブタ。No.241より。

## 犬マユゲから派生連載
- ナマサの月刊スーパーアニマル（1995年7月号 - 1996年1月号）
- WIZARDRY（2000年11月号 - 2001年5月号）

## コミックス
1・2巻以降はナンバリングされていない。また、ソルプレーザ以降のコミックスは辞書・旅行ガイド・料理本などをモチーフとした特殊な装丁になっている。
1. 犬マユゲでいこう 1（1997年6月25日初版発行、絶版、ISBN 4-08-806014-8）
  - 1994年8月号 - 1996年9月号（No.1 - 26）とVフェス増刊号'94、'95掲載分を収録。
2. 犬マユゲでいこう 2（1999年5月25日初版発行、絶版、ISBN 4-08-806016-4）
  - 1996年10月号 - 1999年4月号（No.27 - 57）Vフェス増刊号'96掲載分を収録。
3. 犬マユゲでいこう ア・ティエンポ（2006年8月13日初版発行、ISBN 4-087793-78-8）
  - 1 - 2巻からのセレクションと1999年5月号 - 2000年5月号（No.58 - 72）掲載分を収録。
4. 犬マユゲでいこう ウルヘンテ（2006年8月初版発行、ISBN 4-087793-79-6）
  - 2000年6月号 - 2002年5月号（No.73 - 97）掲載分を収録。
5. 犬マユゲでいこう ソルプレーザ（2007年3月27日初版発行、ISBN 4-087794-18-0）
  - 2002年6月号 - 2004年3月号（No.98 - 118）掲載分を収録。
6. 犬マユゲでいこう 熊田クリスピー（2007年12月26日初版発行、ISBN 4-08-779450-4）
  - 2004年4月号 - 2006年1月号（No.119 - 140）掲載分を収録。
7. 犬マユゲでいこうGX V GXってなんだよ!!（2009年6月30日初版発行、ISBN 978-4-08-779507-3）
  - 2006年2月号 - 2008年2月号（No.141 - 164）掲載分を収録。
8. 犬マユゲでいこう 犬辞林（2010年9月26日初版発行、ISBN 978-4-08-779565-3）
  - 2008年3月号 - 2010年1月号（No.165 - 187）掲載分を収録。
9. 犬マユゲでいこう 旅マユ（2011年11月24日初版発行、ISBN 978-4-08-779602-5）
  - 2010年2月号 - 2011年9月号（No.188 - 211）掲載分を収録。
10. 犬マユゲでいこう INUMAYU OF AVERSE（2013年3月27日初版発行、ISBN 978-4-08-779654-4）
  - 2011年11月号 - 2013年3月号（No.212 - 228）掲載分を収録。
11. 犬マユゲでいこう かんたんいぬまゆげ（2014年9月30日初版発行、ISBN 978-4-08-779694-0）
  - 2013年4月号 - 2014年8月号（No.229 - 245）掲載分を収録。
12. 犬マユゲでいこう 犬まゆ～げコミックス（2016年3月24日初版発行、ISBN 978-4-08-779736-7）
13. 犬マユゲでいこう ひとりで読める はじめての犬マユゲ（2017年11月21日初版発行、ISBN 978-4-08-779761-9）
14. 犬マユゲでいこう 石塚の犬眉毛 そこそこいつも通り262g（2019年4月25日初版発行、ISBN 978-4-08-779777-0）
15. 犬マユゲでいこう ワクワクいぬりえ（2021年6月26日初版発行、ISBN 978-4-08-779791-6）
16. 犬マユゲでいこう そこそこ何かの学習帳（2022年10月26日初版発行、ISBN 978-4-08-779802-9）
17. 犬マユゲでいこう くまだくんとそとなるかみ（2024年1月24日初版発行、ISBN 978-4-08-779814-2）
18. 犬マユゲでいこう notまちがいさがし（2025年4月21日初版発行、ISBN 978-4-08-779826-5）